# Багатосвітова інтерпретація
Багатосвітова́ інтерпрета́ція (англ. many-worlds interpretation) або інтерпретація Еверетта — це інтерпретація квантової механіки, яка передбачає існування, в деякому сенсі, «паралельних всесвітів», у кожному з яких діють одні й ті ж закони природи і яким властиві одні й ті ж світові сталі, але які перебувають у різних станах. Початкове формулювання належить Г'ю Еверетту (1957 рік).
Багатосвітова інтерпретація відмовляється від недетермінованого колапсу хвильової функції, який в копенгагенській інтерпретації супроводжує будь-яке вимірювання. Багатосвітова інтерпретація у своїх поясненнях використовує тільки явище квантової зчепленості і цілком оборотну еволюцію станів.
Багатосвітова інтерпретація є однією з багатьох багатосвітових гіпотез у фізиці та філософії. Наразі вона є однією з провідних інтерпретації, поряд із копенгагенською інтерпретацією та інтерпретацією узгоджених історій.

## Опис
Як і інші інтерпретації, багатосвітова повинна пояснити традиційний двохщілинний експеримент. Коли кванти світла (або інші частинки) проходять через дві щілини, то, щоб розрахувати, куди вони попадуть, потрібно припустити, що світло має хвильові властивості. З іншого боку, якщо кванти реєструються, то вони завжди реєструються у вигляді точкових частинок, а не у вигляді розмитих хвиль.
Щоб пояснити перехід від хвильової поведінки до корпускулярної, копенгагенська інтерпретація вводить процес так званого колапсу.
Хоча з часу виходу оригінальної роботи Еверетта вже було запропоновано кілька нових версій багатосвітової інтерпретації, їм всім властиві два основних моменти. Перший полягає в існуванні функції стану для усього Всесвіту, яка увесь час задовольняє рівнянню Шредінгера і ніколи не зазнає недетермінованого колапсу. Другий момент полягає в припущенні, що цей всесвітній стан є квантовою суперпозицією декількох (а можливо, і нескінченної кількості) станів однакових паралельних всесвітів, які не взаємодіють між собою.
На думку деяких авторів, термін «багатосвітова» тільки вводить в оману; багатосвітова інтерпретація не передбачає реальної наявності саме інших світів, вона пропонує лише один реальний світ, який описується єдиною хвильовою функцією, яку, однак, для завершення процесу вимірювання якої-небудь квантової події, необхідно розділити на спостерігача (який виконує вимірювання) та об'єкт, які описуються кожен своєю хвильовою функцією.
Однак зробити це можна по різному, а тому в результаті отримуються різні значення вимірюваної величини й, що характерно, різні спостерігачі. Тому вважається, що при кожному акті вимірювання квантового об'єкта, спостерігач ніби розщеплюється на декілька (ймовірно, нескінченно багато) версій. Кожна з цих версій бачить свій результат вимірювання і, діючи відповідно до нього, формує власну історію, що передувала вимірюванню, та версію Всесвіту.
Із врахуванням цього цю інтерпретацію, як правило, і називають багатосвітовою, а сам багатоваріантний Всесвіт — Мультиверсом.
Однак не можна представляти «розщеплення» спостерігача як розділення одного Всесвіту на багато окремих світів. Квантовий світ, згідно з багатосвітовою інтерпретацією — рівно один, але величезна кількість частинок у ньому замінена дуже складною світовою функцією, і зсередини цей світ може бути описаний нескінченною кількістю різних способів, при чому це не призводить до невизначеностей, оскільки Всесвіт ніхто не може спостерігати (описувати) ззовні.

## Історія
Ідеї багатосвітової інтерпретації беруть початок в дисертації Г'ю Еверетта з Принстона, написаної під керівництвом Джона Вілера, а сам термін «багатосвітова» завдячує своїм існуванням Брайсу Девітту, який розвинув тему оригінальної роботи Еверетта. Формулювання Девітта стало настільки популярним, що його часто плутають з вихідною роботою Еверетта.
До того часу, як Джон фон Нейман написав у 1932 р. свій знаменитий трактат «Математичні основи квантової механіки», явище «колапсу хвильової функції» було вбудоване в математичний апарат квантової механіки у вигляді постулату, що існує два процеси, при яких хвильова функція змінюється:
1. Стрибкоподібна випадкова зміна, викликана спостереженням і вимірюванням.
2. Детермінована еволюція з часом, яка підпорядковується рівнянню Шредінгера.

Багато хто визнавав, що явище колапсу хвильової функції, запропонованого копенгагенською інтерпретацією, є штучним трюком і, отже, необхідно шукати іншу інтерпретацію, в якій поведінка при вимірюванні трактується з допомогою більш основоположних фізичних принципів.
Докторська робота Еверетта якраз і пропонувала подібну альтернативу. Еверетт запропонував вважати, що для складеної системи (якою є частинка, що взаємодіє з вимірювальним приладом) твердження про те, що яка-небудь підсистема перебуває у визначеному стані, є безглуздим. Це привело Еверетта до висновку про відносний характер стану однієї системи відносно іншої.
Формулювання Еверетта, яке приводить до розуміння процесу колапсу хвильової функції, що відбувається при вимірюванні, математично еквівалентне квантовій суперпозиції хвильових функцій. Оскільки Еверетт припинив займатися теоретичною фізикою невдовзі після здобуття ступеня, подальший розвиток його ідей виконували інші дослідники, з яких можна виділити Брайса Девітта і Михайла Менського.

## Короткий огляд
У формулюванні Еверетта, вимірювальний прилад M та об'єкт вимірювання S утворюють складену систему, кожна з підсистем якої до вимірювання існує у певних станах (які залежать від часу). Вимірювання розглядається як процес взаємодії між M та S. Після того, як між M та S відбулася взаємодія, більше немає можливості описувати кожну з підсистем з допомогою незалежних станів. За Евереттом, будь-які можливі описи повинні бути відносними станами: наприклад, стан M відносно заданого стану S або стан S відносно заданого стану M.
У формулюванні Девітта, стан S після вимірювання є квантовою суперпозицією альтернативних історій S.

## Науковість інтерпретації
У випадку представлення багатосвітової інтерпретації як хаотичної інфляції Всесвіту (який при вимірюванні ділиться на багато світів, які не взаємодіють між собою, і гіпотетично частина з них може сильно відрізнятися від інших), таку багатосвітову інтерпретацію не можна цілком вважати науковою, оскільки вона не відповідає критерію Поппера.
При цьому користь у такій інтерпретації безперечно є, але може обговорюватися лише крізь призму її прагматичного використання. Так, наприклад, аналіз деяких питань в інтерпретації хаотичної інфляції світів, хоча і призводить до тих самих результатів, що і в будь-якій іншій інтерпретації квантової механіки, але є простішим з логічної точки зору — що і пояснює її популярність в деяких галузях науки (наприклад, у квантовій космології).
Щоб не плутати таку інтерпретацію мультивсесвіту з багатоваріантним Всесвітом, який складається з єдиного світу, але описуваного різними способами, деякі фізики пропонують називати останній «альтерверсом» (на противагу «мультиверсу» — множині незалежних світів, які утворюються в моделях хаотичної інфляції).

## Аргументи теорії Еверетта
- Квантові закони універсальні. Усі фізичні системи, мікроскопічні чи макроскопічні, підкоряються тим самим законам. Немає підстав стверджувати, що макроскопічні системи не підкоряються квантовим законам. Об’єднання двох квантових систем завжди є квантовою системою. За допомогою індукції ми робимо висновок, що система завжди є квантовою, якою б великою вона не була.
- Оскільки вимірювальні прилади є квантовими системами, їх динаміка описується рівнянням Шредінгера, іншими словами, їх еволюція є унітарною. Оскільки колапс хвильового пакета не є єдиною еволюцією, він суперечить фундаментальному рівнянню квантової фізики, рівнянню Шредінгера: {\displaystyle i\hbar {\frac {d}{dt}}\Psi =H\Psi }. Тому необхідно відмовитися від постулату колапсу хвильового пакета. Інакше квантова теорія була б суперечливою.
- Коли спостережувана система не є власним станом вимірювання, рівняння Шредінгера передбачає, що вся система (спостережувана система+вимірювальний пристрій) перебуває в суперпозиції результатів вимірювання в кінці спостереження. Це також стосується людей-спостерігачів. Оскільки ми завжди спостерігаємо окремий результат вимірювання, а не суперпозицію, Еверетт робить висновок, що розв’язки рівняння Шредінгера описують безліч доль для вимірювальних пристроїв і людей-спостерігачів.
- Еверетт висуває свою тезу про те, що колапс хвильового пакету є різновидом ілюзії, яка є результатом постулату унітарної еволюції та заплутування між спостережуваною системою та системою спостерігача.
- Він також показує, що інтерсуб’єктивність результатів спостереження є результатом квантових принципів і що вона не є несумісною з численними долями.
- Інтерпретація Еверетта припускає появу безлічі класичних світів, що стосуються спостерігачів, які мають численні долі в одному квантовому всесвіті, описаному єдиним рішенням рівняння Шредінгера: хвильова функція універсальна (це назва тези Еверетта)[4] · [5] · [6] · [7].
- Математики кажуть, що ці різні всесвіти містяться в гільбертовому просторі нескінченного розміру. У такому просторі всі можливі всесвіти, визначені гігантською хвильовою функцією, що їх містить, накладаються один на одного.

Класичний світ, що спостерігають у даний час і в даному місці, відповідатиме лише одній із можливих реалізацій хвильової функції, саме тій, яка дає народження своєму конкретному спостерігачу в цей час.

## Контекст
Х'ю Еверетт, який її розробив, вважав малоймовірним, щоб детерміністична хвильова функція породжувала спостереження, які такими не є, наслідок однак постулату з квантової механіки, колапсу хвильового пакету. Цей постулат також ставить проблему математичної узгодженості з проблемою квантового вимірювання в цій самій теорії.
За його словами, єдиним джерелом можливої анти-випадковості був сам спостерігач, а точніше: його природа спостерігача, яка йому властива (результат він спостерігав характеризуючи його сам як цей спостерігач), і не стосувався всесвіту, який залишався ідеально нейтральним і включав всі можливості, передбачені квантовою теорією. Можливості, які він спостерігає єдині визначали спостерігача, який сприймав лише цей всесвіт.
Ця незвичайна інтерпретація, що нагадує принцип дії та реакції, була викладена у його докторській дисертації в 1957 році під керівництвом Джона Уілера, який був з 1957 року захопленим прихильником цієї теорії, порівнюючи Еверетта з найвідомішими, Ньютоном та іншими, у статті, яка вводить статтю Еверетта - єдина, яка пояснює без парадоксу квантову механіку - група фізиків, серед яких Девід Дойч та Колін Брюс вважають її, єдино можливою, що не вимагає певного deus ex machina, постійно впроваджуючи анти-випадковість у всесвіт. Не вказуючи дійсно своєї думки щодо цієї теорії, лауреат Нобелівської премії з фізики 1969 року Мюррей Гелл-Манн показує до неї, у своїй книзі "Кварк та Ягуар", доброзичливу симпатію.
Ми можемо порівняти цю теорію із розрахунками на основі сукупності можливостей, запропонованих системі, наприклад, інтеграл Фейнмана або інтеграл шляху Річарда Фейнмана або принципу віртуальних можливостей.
Текст фізичної дисертації Еверетта був розміщений в інтернеті у 2008 році і все ще доступний (див. у зовнішніх посиланнях).

## Заперечення
Хоча енергійно захищалася Брайсом Девіттом у 1970-х роках, інтерпретація квантової механіки Еверетта довго розглядалася як малоправдоподібна. Вона дійсно повинна зіткнутися з низкою заперечень щодо її онтології та статусу, який вона надає ймовірностям, які здаються на перший погляд проблематичними.

### Онтологічне заперечення
У випадку підходу Many-Worlds потрібно знати, те що визначає основу, за якою Всесвіт поділяється на розгалуження і за якими модальностями, оскільки одночасність не існує в масштабі Всесвіту. У досліді кота Шредінгера ми уявляємо Всесвіт розділений на два: один, в якому кіт живий і другий, в якому кіт мертвий. Тепер основа векторів простору Гільберта, які відповідають чітко визначеним макроскопічним станам (тобто станам, в яких кіт є або живим, або мертвим) не має абсолютно нічого особливого по відношенню до математичного формалізму. Апріорі не можна стверджувати, що Всесвіт буде розділений відносно цієї бази, не додаючи спеціального елемента до теорії, роблячи її непривабливою. Це заперечення також відоме як проблема улюбленої бази. Крім того, одночасність не може бути визначена у масштабах всього Всесвіту, поділ всього Всесвіту є незручним для визначення, якщо припустити, що він має значення.
У випадку з підходом Many-Minds Всесвіт не ділиться, але спостерігач сам визначений всіма його спостереженнями, що не суперечить здоровому глузду і усуває будь-яку проблему дії на відстані: не відносяться до платонічного Всесвіту як до об'єкта, але просто як до знання, що про нього має спостерігач.

### Застереження щодо ймовірностей
Мова йде про те, щоб показати, як правило Борна може бути виведене з основних принципів теорії. Наприклад, спрощуючи до крайності, є два можливі результати для досліду з котом. Ці два результати реалізуються кожен у своєму розгалуженні. Тому здається апріорі дуже спокусливо думати, що ми маємо в будь-якому випадку один шанс на два, щоб бути у розгалуженні з мертвим котом. Однак квантова механіка дає ймовірність половини лише для дуже конкретного випадку, коли вимірювання відбувається в період напівжиття радіоактивного ядра.

## Недавні доповнення
Теорія Еверетта знову привернула до себе увагу з 1990-х років і є предметом інтенсивного інтересу в Оксфорді серед Девіда Дойша, Саймона Сондерса та Девіда Уолласа, та інших. Ці автори значною мірою просунулися у відповідях на заперечення, згадані вище. Фізик Макс Тегмарк повідомляє у своїй книзі ("Математичний Всесвіт", стор. 295), що він провів опитування своїх студентів: щоб пояснити дивацтва квантової фізики: це гіпотеза Еверетта, яка зараз підтримується більшістю.

### Вирішення онтологічної проблеми
Різні підходи, засновані на декогеренції, дають переконливі відповіді на проблему улюбленої основи. Декогеренція, спричинена взаємодією з навколишнім середовищем, дає змогу природним чином вибрати базу, у якій статистичний оператор досліджуваної системи (наприклад, кіт) побачить, що її недіагональні елементи дуже швидко наближаються до 0. Це означає, що  жодна значна інтерференція не буде можлива між різними компонентами хвильової функції, розкладеній на цій базі. Тепер ця база точно відповідає базі макроскопічних чітко визначених станів. Іншими словами, тільки по відношенню до цієї вибраної бази через декогеренцію хвильова функція виявить структури ізоморфні живим котам і мертвим котам, які будуть динамічно незалежними (без інтерференцій).

### Вирішення проблеми ймовірностей
Існує кілька типів підходів до вирішення проблеми ймовірностей. Один із найуспішніших був запропонований Девідом Уоллесом у 2000-х рр. На основі теорії прийняття рішень Уоллесу вдається показати, що єдиний спосіб раціональної поведінки агента в евереттівському всесвіті — дотримання правила Борна. В іншому підході Гіларі Грівз показує, що раціональний агент повинен буде врівноважити увагу, приділену його різним майбутнім копіям, за допомогою коефіцієнтів, визначених правилом Борна.

## Загальні помилки, що стосуються інтерпретації Еверетта
Х'ю Еверетт і Брайс Девітт іноді самі не деталізували певні моменти. Тому не дивно, що в літературі можна знайти наївні прочитання цього тлумачення, які потім можуть бути використані як підставні особи в полемічній системі.

### Світи не є фундаментальними сутностями теорії
Як зазначалося вище, онтологічні проблеми теорії Еверетта вирішуються в рамках декогеренції. У цій структурі світи є емерджентними структурами, визначеними відносно певної бази (тої, що вибрана шляхом декогеренції). Іншими словами, на будь-якому фундаментальному рівні не існує світу, визначеного абстрактно, який би поділявся на кілька копій світів самих, визначених абстрактно. Немає навіть встановленої кількості світів, які існують у даний момент часу, оскільки спосіб їх підрахунку відноситься до вибраної зернистості ( тобто до точності, яку вирішують вибрати, щоб розглядати інтерференції між двома достатньо малими світами, щоб їх розглядати як різні).. Розглядається лише одна сутність, Всесвіт у цілому, еволюція стану якого регулюється рівнянням Шредінгера. «Світи» — це лише структури, що виникають у цій сутності. Онтологічна проліферація, що характеризує теорію Еверетта, є тут проліферацією структур, а не проліферацією «субстанції».
Гідродинамічна аналогія може бути такою: коли вода в басейні перемішується, гідродинамічні рівняння передбачають появу структур на поверхні води у формі хвиль, без збільшення кількості води: у цій аналогії кількість води в гідродинаміці відповідає вбудованій нормі квантово-механічної хвильової функції, яка залишається постійною, а «візерунки», що з’являються на поверхні води, відповідають світам. Подібно до того, як хвилі на поверхні води є розв’язками рівнянь гідродинаміки, множинні світи є розв’язками рівняння Шредінгера, і тому не додаються еверетціанцями вручну спеціальним способом.
Нинішні захисники підходу Еверетта Саймон Сондерс і Девід Воллес зараховують себе до онтичного структурного реалізму · , позиції, згідно з якою онтологія фізичних теорій представлена математичними структурами їхніх рівнянь, філософська позиція, до якої апріорі веде інтерпретація Еверетта.

### Інтерпретація Еверетта не є несумісною із реверсивністю законів фізики
Ця помилка інтерпретації тісно пов’язана з попередньою. Інтерпретація теорії Еверетта як такої, що описує світи, що постійно розділяються необерненим способом, надає стрілу часу на фундаментальному рівні. Рівняння, що керує універсальною хвильовою функцією, рівняння Шредінгера, однак, залишається симетричним, коли напрямок часу змінюється на протилежний. Тому ця асиметрія не може мати жодного значення на фундаментальному рівні. З іншого боку, виникає напрямок, властивий деревовидній структурі декогеренції. Це явище нагадує спосіб, у який стріла часу з’являється на макроскопічному рівні, зі збільшенням мікроскопічної ентропії, «ідеально» оборотною в статистичній фізиці.

### Інтерпретація Еверетта не обов'язково в конфлікті із принципом бритви Оккама
Є кілька способів зрозуміти бритву Оккама: з точки зору онтологічної, концептуальної чи формальної скупості. У першому читанні обмежать кількість сутностей теорії тим, що є суворо необхідним. У другому випадку обмежать реалізовані фундаментальні концепції, які хочуть зробити менш численними і простими. У третьому кількість вихідних постулатів буде максимально обмежена.
Онтологічна скупість характеризує сучасні фізичні теорії (2015) загалом: стандартна модель космології передбачає, наприклад, існування нескінченності галактик, а загальна теорія відносності апріорі не обмежувала кількість чорних дір у Всесвіті. В обох випадках утворення галактик і чорних дір відповідає структурам, властивим для динаміки цих теорій: жоден методологічний принцип фізики не обмежує тут кількість динамічних структур, які слід розглядати. Світи Еверетта як динамічні структури - а не як фундаментальні сутності - не вимагають онтологічної скупості. З іншого боку, концептуальна та формальна скупість, необхідна для прийнятності фізичних теорій (таких як теорія відносності, електромагнетизм, стандартна модель частинок тощо), добре адаптується до інтерпретації Еверетта, оскільки вона зменшує кількість постулатів стандартної квантової механіки (більше немає потреби в постулаті редукції хвильового пакету, і правило Борна стає теоремою, а не аксіомою), і вона максимально наближається до формалізму квантової механіки. Макс Теґмарк переформульовує це, запитуючи, чи ми віддаємо перевагу багатьом словам чи багатьом світам (англійською мовою "many worlds or many words?"тобто, якщо віддають перевагу вдягати на формалізм квантової механіки концептуальне, формальне і філософське пальто, щоб уникнути існування численних світів, чи ми віддаємо перевагу сприймати формалізм таким, яким він є, у його найчистішому вигляді та прийняти його наслідки.

## Навколо цієї теорії

### Евереттіанський гумор
Парадоксальна сторона світу Еверетта породила багато студентських жартів серед фізиків, наприклад:
"Літаком летять два фізики. В польоті обидва двигуни перестають працювати і літак падає на землю. Як думаєш, ми виберемося?, - запитує перший. Без проблем, відповідає інший. Є багато всесвітів, де ми навіть не сідали в цей літак..."